# Bataraza
Bataraza (Bayan ng Bataraza) är en kommun i Filippinerna. Kommunen tillhör provinsen Palawan och ligger på ön med samma namn. Folkmängden uppgår till 41 458 invånare.

## Barangayer
Bataraza är indelat i 22 barangayer.
| - Bono-Bono - Bulalacao - Buliluyan - Culandanum - Igang-Igang - Inogbong - Iwahig - Malihud - Malitub - Marangas (Poblacion) - Ocayan | - Puring - Rio Tuba - Sandoval - Sapa - Sarong - Sumbiling - Tabud - Tagnato - Tagolango - Taratak - Tarusan |